# Trachea toxaridia
Trachea toxaridia là một loài bướm đêm trong họ Noctuidae.